# كريس هاميلتون (لاعب كرة قدم بريطاني)
كريس هاميلتون (بالإنجليزية: Chris Hamilton)‏ هو لاعب كرة قدم بريطاني في مركز الدفاع، ولد في 13 يونيو 2001. لعب مع هارت أوف ميدلوثيان.